# John Ellis
John Ellis (ca. 1714, Irlanda - 15 de octubre de 1776, Londres) fue un naturalista irlandés .
Era comerciante de lino en Londres. Fue comisionado como "agente real" a Florida en 1764 y a Dominica en 1770, llevando a Gran Bretaña numerosas simientes americanas. Ellis se interesa particularmente del transporte del material vegetal (semillas, plantas). Establece correspondencia con Carl von Linné (1707-1778) quien lo describe como una estatua de la historia natural. Es nombrado miembro de la Royal Society en 1754, y recibe la Medalla Copley en 1767.
Se especializó en el estudio de corales.
Publica Directions for bringing over Seeds and Plants from East-Indies... to which is added Figuere and Botanical Description of... Dionaea muscipula (1770), Historical Account of Coffee (1774), Description of Mangostan and Bread-fruit (1775), con Daniel Solander (1733-1782) Natural History of Many Curious and Uncommon Zoophytes (1786).

## Escritos

### Obra
- An essay towards a natural history of the Corallines, and other productions of the like kind, commonly found on the coasts of Great Britain and Ireland, to which is added the description of a large marine polype taken near the North Pole, by whale-fishers, in the summer 1753. A. Millar, J. and J. Rivington, R. & J. Dodsley, Londres 1755; online

traducción al alemán: Versuch einer Natur-Geschichte der Corall-Arten und anderer dergleichen Mer-Cörper, welche gemeiniglich an den Küsten von Groß-Britannien und Irrland (!) gefunden werden; Nebst der Beschreibung eines großen Büschel-Polypen, welcher in dem Eis-Mere (!) gefangen worden. G. N. Raspe, Nürnberg 1767
- Directions for bringing over seeds and plants, from the East Indies and other distant countries, in a state of vegetation: together with a catalogue of such foreign plants as are worthy of being encouraged in our American colonies, for the purposes of medicine, agriculture, and commerce. To which is added, the figure and botanical description of a new sensitive plant, called Dionaea muscipula: or, Venus's fly-trap. L. Davis, Londres 1770
- An historical account of coffee : with an engraving, and botanical description of the tree : to which are added sundry papers relative to its culture and use, as an article of diet and of commerce. Edward and Charles Dilly, Londres 1774
- The natural history of many curious and uncommon zoophytes, collected from various parts of the globe. B. White & son, Londres 1786 - a título póstumo Daniel Solander 1786; online

### Artículos en revistas
- Observations on a Remarkable Coral-Line, in a Letter from Mr. John Ellis to the Rev. Thomas Birch, D. D. Secret. R. S. In: Philosophical Transactions 48, 1753/1754: 115-117 online
- A Letter from Mr. John Ellis to Mr. Peter Collinson, F. R. S. concerning a Cluster-Polype, Found in the Sea Near the Coast of Greenland. In: Philosophical Transactions 48, 1753/1754: 305-307 online
- A Letter to Mr. Peter Collinson, F. R. S. concerning a Particular Species of Coralline. By Mr. John Ellis, F. R. S. In: Philosophical Trans. 48, 1753/1754: 504-507
- A Letter from Mr. John Ellis, F. R. S. to Mr. Peter Collinson, F. R. S. concerning the Animal Life of Those Coral-Lines, That Look Like Minute Trees, and Grow upon Oysters and Fucus's All Round the Sea-Coast of This Kingdom. In: Philosophical Trans. 48, 1753/1754: 627-633
- A Letter from Mr. John Ellis, F. R. S. to Philip Carteret Webb, Esq; F. R. S. Attempting to Ascertain the Tree That Yields the Common Varnish Used in China and Japan; to Promote Its Propagation in Our American Colonies; And to Set Right Some Mistakes Botanists Appear to Have Entertained concerning It. In: Philosophical Trans. 49, 1755/1756: 806-875.online
- An Account of a Curious, Fleshy, Coral-Like Substance; In a Letter to Mr. Peter Collinson, F. R. S. from Dr. John Albert Schlosser, M. D. F. R. S. with Some Observations on It Communicated to Mr. Collinson by Mr. John Ellis, F. R. S. In: Philosophical Trans. 49, 1755/1756: 449-452 online
- An Account of a Red Coral from the East-Indies, of a Very Singular Kind: In a Letter from Mr. John Ellis, F.R.S. to Mr. Peter Collinson, F.R.S. In: Philosophical Trans. 50, 1757/1758: 188-194 online
- Remarks upon the Letter of Mr. John Ellis, F. R. S. to Philip Carteret Webb, Esq; F. R. S. Impreso en the Philosophical Transactions xlix. Parte ii. p. 806. Por Mr. Philip Miller, F. R. S. In: Philosophical Trans. 50, 1757/1758: 430-440 - con Philip Miller; online
- An Answer to the Preceding Remarks. By Mr. John Ellis, F. R. S. In: Philosophical Trans. 50, 1757/1758: 441-456. online
- An Account of Some Experiments Relating to the Preservation of Seeds: In Two Letters to the Right Honourable the Earl of Macclesfield, President of the Royal Society. From John Ellis, Esq; F. R. S. In: Philosophical Trans. 51, 1759/1760: 206-215 online
- The Method of Making Sal Ammoniac in Egypt; As Communicated by Dr. Linnaeus, from His Pupil Dr. Hasselquist, Who Had Been Lately in Those Parts: By John Ellis, Esq; F. R. S. In: Philosophical Trans. 51, 1759/1760: 504-506 - con Carlos Linneo
- An Account of the Plants Halesia and Gardenia: In a Letter from John Ellis, Esq; F. R. S. to Philip Carteret Webb, Esq; F. R. S. In: Philosophical Trans. 51, 1759/1760: 929-935
- An Account of the Male and Female Cochineal Insects, That Breed on the Cactus Opuntia, or Indian Fig, in South Carolina and Georgia: In a Letter from John Ellis, Esq; to Peter Wych, Esq. In: Philosophical Trans. 52, 1761/1762: 661-667
- An Account of an Encrinus, or Starfish, with a Jointed Stem, Taken on the Coast of Barbadoes, Which Explains to What Kind of Animal Those Fossils Belong, Called Starstones, Asteriae, and Astropodia, Which Have been Found in Many Parts of This Kingdom: In a Letter to Mr. Emanuel Mendes da Costa, F. R. S. By John Ellis, Esq; F. R. S. In: Philosophical Trans. 52, 1761/1762: 357-365 online
- An Account of the Sea Pen, or Pennatula Phosphorea of Linnaeus; Likewise a Description of a New Species of Sea Pen, Found on the Coast of South-Carolina, with Observations on Sea-Pens in General. In a Letter to the Honourable Coote Molesworth, Esq; M. D. and F. R. S. from John Ellis, Esq; F. R. S. and Member of the Royal Academy at Upsal. In: Philosophical Trans. 53, 1763: 419-435 online
- On the Nature and Formation of Sponges: In a Letter from John Ellis, Esquire, F. R. S. to Dr. Solander, F. R. S. In: Philosophical Transactions. Band 55, 1765, S. 280-287. online
- An Account of an Amphibious Bipes; By John Ellis, Esq; F. R. S. To the Royal Society. In: Philosophical Trans. 56, 1766: 189-192 online
- Extract of a Letter from John Ellis, Esquire, F. R. S. to Dr. Linnaeus, of Upsal, F. R. S. on the Animal Nature of the Genus of Zoophytes, Called Corallina. In: Philosophical Trans 1767: 404-428 - mit Peter Woulfe; online
- An Account of the Actinia Sociata, or Clustered Animal-Flower, Lately Found on the Sea-Coasts of the New-Ceded Islands: In a Letter from John Ellis, Esquire, F. R. S. to the Right Honourable the Earl of Hillsborough, F. R. S. In: Philosophical Trans. 57, 1767: 428-437 y 434-435 online
- A Letter from John Ellis, Esquire, F. R. S. to the President, on the Success of His Experiments for Preserving Acorns for a Whole Year without Planting Them, so as to be in a State Fit for Vegetation, with a View to Bring Over Some of the Most Valuable Seeds from the East Indies, to Plant for the Benefit of Our American Colonies. In: Philosophical Trans. 58, 1769: 75-79 - con William Aiton; online
- Observations on a Particular Manner of Increase in the Animalcula of Vegetable Infusions, with the Discovery of an Indissoluble Salt Arising from Hemp-Seed Put into Water Till It Becomes Putrid. By John Ellis, Esq; F. R. S. In: Philos. Trans. 59, 1769: 138-152 online
- A Copy of a Letter from John Ellis, Esq; F. R. S. to Dr. Linnaeus, F. R. S. &c. With the Figure and Characters of That Elegant American Evergreentree, Called by the Gardiners the Loblolly-Bay, Taken from Blossoms Blown Near London, and Shewing That It is not an Hibiscus, as Mr. Miller Calls It; Nor an Hypericum, as Dr. Linnaeus Supposes It; But an Intire New Genus, to Which Mr. Ellis Gives the Name of Gordonia. In: Philos. Trans. 60, 1770: 518-523 online
- The Copy of a Letter from John Ellis, Esq; F.R.S. to Mr. William Aiton, Botanic Gardener to Her Royal Highness the Princess Dowager of Wales, at Kew, on a New Species of Illicium Linnaei, or Starry Aniseed Tree, Lately Discovered in West Florida. In: Philos. Trans. 60, 1770: 524-531 online
- On the Nature of the Gorgonia; That It is a Real Marine Animal, and Not of a Mixed Nature, between Animal and Vegetable. By John Ellis, Esq. F. R. S. in a Letter to Daniel Solander, M. D. F. R. S. In: Philos. Trans. of the Royal Society of London 66, 1776: 1—17 online

## Honores
Linneo le dedica en 1763 el género botánico Ellisia de la familia de las Hydrophyllaceae.

## Fuente
- Ray Desmond (1994). Dictionary of British and Irish Botanists and Horticulturists includins Plant Collectors, Flower Painters and Garden Designers. Taylor & Francis, & The Natural History Museum (Londres).

- La abreviatura «J.Ellis» se emplea para indicar a John Ellis como autoridad en la descripción y clasificación científica de los vegetales.[1]